# Łaryszczawa (stacja kolejowa)
Łaryszczawa (biał. Ларышчава, ros. Ларищево) – stacja kolejowa w miejscowości Miadzwiedży Łoh, w rejonie homelskim, w obwodzie homelskim, na Białorusi. Położona jest na linii Briańsk - Homel.
Nazwa pochodzi od pobliskiej wsi Łaryszczawa.